# بایاس (ویرجینیای غربی)
بایاس (به انگلیسی: Bias) یک منطقهٔ مسکونی در ایالات متحده آمریکا است که در شهرستان مینگو، ویرجینیای غربی واقع شده‌است. بایاس ۲۱۸٫۸۵ متر بالاتر از سطح دریا واقع شده‌است.